# La Minerve (journal français)
Pour les articles homonymes, voir La Minerve.
La Minerve, puis La Minerve française, est un journal quotidien français, dont le premier numéro paru le 1er février 1818.
Libéral, favorable à la Charte constitutionnelle de Louis XVIII, il était soupçonné d'être l'organe des bonapartistes et des républicains sous la Restauration. Ses principaux rédacteurs étaient Benjamin Constant, Louis-Antoine Garnier-Pagès, Étienne de Jouy, Étienne Aignan, et le chansonnier Béranger, Évariste Dumoulin, Antoine Jay, Pierre Louis de Lacretelle, Pierre-François Tissot.